# Wes Bentley
Wesley Cook Bentley (Jonesboro, 4 settembre 1978) è un attore statunitense.

## Biografia
Nato in Arkansas, figlio di due pastori metodisti, cresce assieme ai tre fratelli, Jamey, Philip e Patrick. Studia alla "Sylvan Hills High School", dove inizia a suonare il trombone, in seguito si appassiona alla recitazione e dopo essersi diplomato nel 1996, decide di studiare seriamente e inizia la sua gavetta calcando vari palcoscenici teatrali. In seguito si trasferisce a New York dove studia alla Juilliard School, per mantenersi lavora come commesso e cameriere.
La grande occasione arriva nel 1999, quando ottiene il ruolo di Ricky Fitts in American Beauty di Sam Mendes. Successivamente recita nel film di Michael Winterbottom Le bianche tracce della vita e interpreta il tenente Jack Durrance ne Le quattro piume. Dal 2001 è sposato con Jennifer Quanz, ed è praticante della religione taoista. Nel 2007 interpreta il villain Blackheart nel film Ghost Rider al fianco di Nicolas Cage, mentre nel 2011 è uno dei protagonisti del kolossal di Roland Joffé, ambientato nel corso della guerra civile spagnola, There Be Dragons - Un santo nella tempesta.
Nel marzo del 2012 Bentley ricopre il ruolo di Seneca Crane nel film Hunger Games. Nel 2012, Bentley recita con Amber Tamblyn e Vincent Piazza nel film 3 Nights in the Desert, diretto dal regista indipendente Gabriel Cowan. Nel 2014 entra a far parte del cast di Interstellar a fianco a Matthew McConaughey e Anne Hathaway. Sempre nel 2014 entra a far parte nel cast della fortunata serie antologica American Horror Story, chiamata nella quarta stagione Freak Show. È confermato anche nel 2015, in cui ha un ruolo da protagonista insieme a Lady Gaga in American Horror Story: Hotel. L'anno seguente la sua presenza viene confermata nella sesta stagione, intitolata American Horror Story: Roanoke (2016). Nel 2018 entra nel cast della serie televisiva Yellowstone nel ruolo di Jaime Dutton, uno dei figli del proprietario terriero John interpretato da Kevin Costner.

## Filmografia

### Cinema
- Three Below Zero, regia di Simon Aeby (1998)
- Beloved, regia di Jonathan Demme (1998)
- American Beauty, regia di Sam Mendes (1999)
- Fiume bianco (The White River Kid), regia di Arne Glimcher (2000)
- Le bianche tracce della vita (The Claim), regia di Michael Winterbottom (2000)
- Soul Survivors - Altre vite (Soul Survivors), regia di Stephen Carpenter (2001)
- Le quattro piume (The Four Feathers), regia di Shekhar Kapur (2002)
- In campo per la vittoria (The Game of their Lives), regia di David Anspaugh (2003)
- Ghost Rider, regia di Mark Steven Johnson (2007)
- Weirdsville, regia di Allan Moyle (2007)
- -2 - Livello del terrore (P2), regia di Franck Khalfoun (2007)
- The Ungodly, regia di Thomas Dunn (2007)
- The Last Word, regia di Geoffrey Haley (2008)
- Ligeia, regia di Michael Staininger (2009)
- Dolan's Cadillac, regia di Jeff Beesley (2009)
- The Greims, regia di Peter Bolte – cortometraggio (2009)
- Jonah Hex, regia di Jimmy Hayward (2010)
- There Be Dragons - Un santo nella tempesta, regia di Roland Joffé (2011)
- Hirokin, regia di Alejo Mo-Sun (2011)
- Underworld - Il risveglio (Underworld: Awakening), regia di Måns Mårlind e Björn Stein (2012) - Non accreditato
- Hunger Games, regia di Gary Ross (2012)
- Gone, regia di Heitor Dhalia (2012)
- The Time Being, regia di Nenad Cicin-Sain (2012)
- Rites of Passage, regia di W. Peter Iliff (2012)
- Lovelace, regia di Robert Epstein e Jeffrey Friedman (2013)
- Pioneer, regia di Erik Skjoldbjærg (2013)
- The Better Angels, regia di A.J. Edwards (2014)
- Cesar Chavez, regia di Diego Luna (2014)
- 3 Nights in the Desert, regia di Gabriel Cowan (2014)
- Welcome to Me, regia di Shira Piven (2014)
- Interstellar, regia di Christopher Nolan (2014)
- After the Fall, regia di Saar Klein (2014)
- Knight of Cups, regia di Terrence Malick (2015)
- Amnesiac, regia di Michael Polish (2015)
- Final Girl, regia di Tyler Shields (2015)
- We Are Your Friends, regia di Max Joseph (2015)
- Seduzione fatale (Broken Vows), regia di Bram Coppens (2016)
- Il drago invisibile (Pete's Dragon), regia di David Lowery (2016)
- Mission: Impossible - Fallout, regia di Christopher McQuarrie (2018)
- Migliori nemici (The Best of Enemies), regia di Robin Bissell (2019)

### Televisione
- Tilda, regia di Bill Condon – film TV (2011)
- American Horror Story – serie TV, 22 episodi (2014-2016)
- Yellowstone – serie TV, 49 episodi (2018-2024)

### Doppiatore
- Blade Runner: Black Lotus - serie animata (2021-2022)

### Videoclip
- What Do You Got? – Bon Jovi (2010)

## Riconoscimenti
- Nomination ai Premi BAFTA 2000: Miglior attore non protagonista per American Beauty
- Chicago Film Critics Association Awards 1999: Miglior performance rivelazione per American Beauty
- Nomination agli MTV Movie Awards 2000: Migliore performance rivelazione maschile per American Beauty
- National Board of Review Awards 1999: Migliore performance rivelazione maschile per American Beauty
- Nomination ai Blockbuster Entertainment Awards 2000: Miglior attore non protagonista in un film drammatico per American Beauty
- Nomination ai Teen Choice Awards 2000: Miglior performance rivelazione maschile per American Beauty
- Nomination ai Chlotrudis Awards 2000: Miglior attore non protagonista per American Beauty
- Nomination ai Online Film Critics Society Awards 2000: Miglior attore non protagonista per American Beauty
- Young Hollywood Awards 2000: Miglior alchimia (condiviso con Thora Birch) per American Beauty

## Doppiatori italiani
Nelle versioni in italiano delle opere in cui ha recitato, Wes Bentley è stato doppiato da:
- Giorgio Borghetti in Hunger Games, Interstellar, American Horror Story, We Are Your Friends, Mission: Impossible - Fallout
- Massimiliano Manfredi in Le quattro piume, Ghost Rider, Il drago invisibile
- Francesco Pezzulli in -2 - Livello del terrore, Gone
- Vittorio Guerrieri in Underworld - Il risveglio, Knight of Cups
- Guido Di Naccio in Seduzione fatale, Migliori nemici
- Alessandro Quarta in American Beauty
- Francesco Bulckaen in Soul Survivors - Altre vite
- Oliviero Cappellini in Dolan's Cadillac
- Massimo Bitossi in Jonah Hex
- Alessandro Serafini in Lovelace
- Gianfranco Miranda in Yellowstone